# Museumseisenbahn Schönberger Strand
.

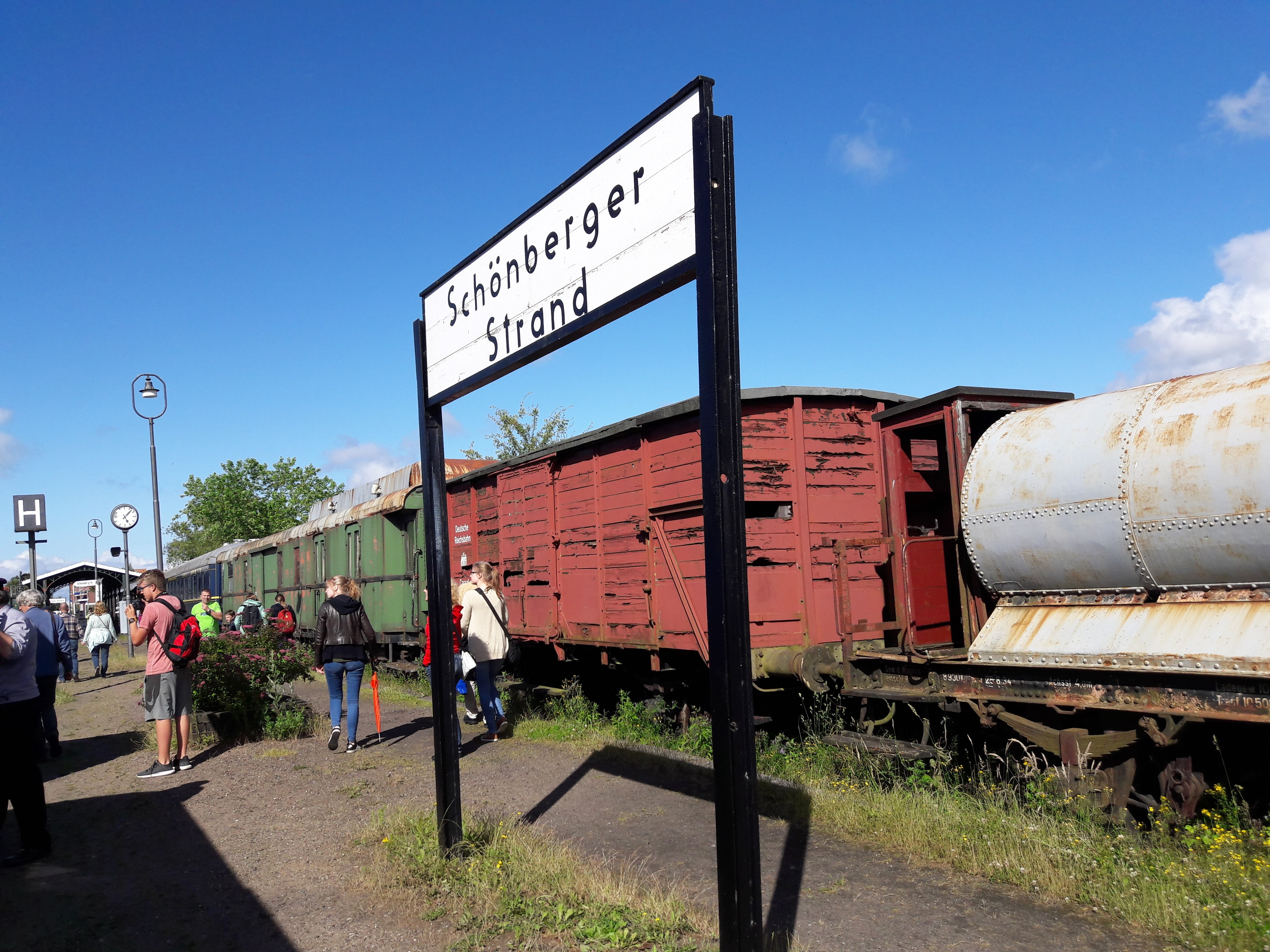
Schönberger Strand station

Museumseisenbahn Schönberger Strand är en museijärnväg i Schönberg norr om Kiel i Tyskland som trafikerar sträckan Schönberger Strand-Schönberg. Linjen trafikeras mest av ånglok men även, till cirka en tredjedel, av diesellok. Föreningen har även några rälsbussar, varav en är i drift och kör en tur på söndagar under sommaren. Utanför järnvägsstationshuset i Schönberger Strand kan man direkt byta till spårvagn på en liten demo sträcka som byggdes på 1990-talet.
Museijärnvägen drivs av föreningen Verein Verkehrsamateure und Museumsbahn (VVM) med säte i Hamburg.